# Brunellia littlei
Brunellia littlei, vrsta drveta iz porodice Brunelliaceae, dio reda ceceljolike. Postoje dvije podvrste. Raste u Ekvadoru, Kolumbiji i Boliviji.

## Podsvrste
- Brunellia littlei subsp. caucana Cuatrec.
- Brunellia littlei subsp. littlei